# Sinka Brigitta
Sinka Brigitta (Békésszentandrás, 1928. január 28. –) magyar sakkozó. 2015. június vége óta ő tartja a sakkszimultánok nem hivatalos világrekordját, miután megdöntötte José Raúl Capablanca 13 545 játszmás rekordját.

## Élete
1928-ban született, vitéz Sinka Mátyás és Szécsi Brigitta lányaként; édesapja mellett, még kislánykorában ismerte és kedvelte meg a sakkot.
Sakkelméletet hivatalosan sohasem tanult. Az 50-es években a TSZ-esítés következtében a családi tanyát elveszítették, Brigitta pedig rákényszerült, hogy elhagyja szülőfaluját. A budapesti MÉH vállalatnál helyezkedett el, de sportkarrierje mindig is elsőbbséget élvezett. Elhatározta, hogy a magyar ifjúsággal megismerteti a sakk szépségeit. A folyamatos nemzetközi, országos és válogatott szereplések mellett, a sportág népszerűsítésének érdekében, eleinte saját elhatározásból tömeges sakkszimultánokat kezdett szervezni a táborozó gyerekeknek országszerte. Gálfy bohóccal és Pataki Ferenc fejszámolóművésszel együtt gondoskodott fiatalok tízezreinek minőségi szórakoztatásáról.
Kétszer volt egyedüli második helyezett a magyar női sakkbajnokságon, 1955-ben Finta Erzsébet mögött, és 1957-ben Hönsch Irén mögött. 1953-ban holtversenyben a 2–3. helyen végzett, és 1970-ben egyedül szerezte meg a harmadik helyet.
1955-ben szerezte meg a női sakkmesteri címet. Két sakkolimpiára is benevezték, de különböző okokból mindkét ízben itthon kellett maradnia. Profi sakkozói karrierje több mint fél évszázadot ívelt át, ennek során megannyi hírességgel került kapcsolatba, többek között Bobby Fischer, Borisz Szpasszkij és Mihail Tal sakkvilágbajnokokkal is.
Különösen kedvelte a sakk gyerekek, illetve fiatalok körében történő népszerűsítését, és az erre igazán alkalmas szimultán versenyeket. Szervezőként több tízezer gyerek sakkszimultán-versenyének tető alá hozatalában vett részt, maga is tízezernél több sakkszimultán mérkőzést játszott.
Édesapja örököseként 2006-ban nyert felvételt a Vitézi Rendbe.
Bár több agyvérzést is átélt, kilencvenéves korához közeledve is megőrizte kiváló szellemi és fizikai állapotát. Miután igazolt szimultán partijaival elérte a tízezres számot, azt tűzte ki újabb céljául, hogy az 1942-ben elhunyt kubai nagymester, José Raúl Capablanca 13.545 partis szimultán rekordját múlja felül. A rekord eléréséhez 2015. június 5–24. között 10 alkalommal online szimultán játszmákat is játszott. A rekord 2015. júniusának utolsó napjaiban sikerült a számára, sőt időközben elérte a lejátszott szimultán partik tekintetében a 13.600-as számot is, bár teljesítményének hivatalos hitelesítése még várat magára.
2011-ben, 83 éves korában 47 perces dokumentumfilm készült az életéről „A Tábla Királynője - 10,000 játszmával a csúcsig” címmel.

## Díjai, elismerései
- A Magyar Sakkozásért kitüntető cím (1994)[13]
- 2011. augusztus 20. Magyar Köztársasági Arany Érdemkereszt[14]
- 2011: Megyei Prima Díj, Magyar sport kategória (Békés megye)[15][16]
- 2011: Békésszentandrás díszpolgára[17]
- 2012: A Magyarország Köztársasági Elnökének Díszoklevele Éremmel[18][19]